# Argonia
Argonia est une ville du comté de Sumner, situé dans le Kansas, aux États-Unis. Sa population s’élevait à 501 habitants lors du recensement de 2010.

## Personnalités liées à la commune

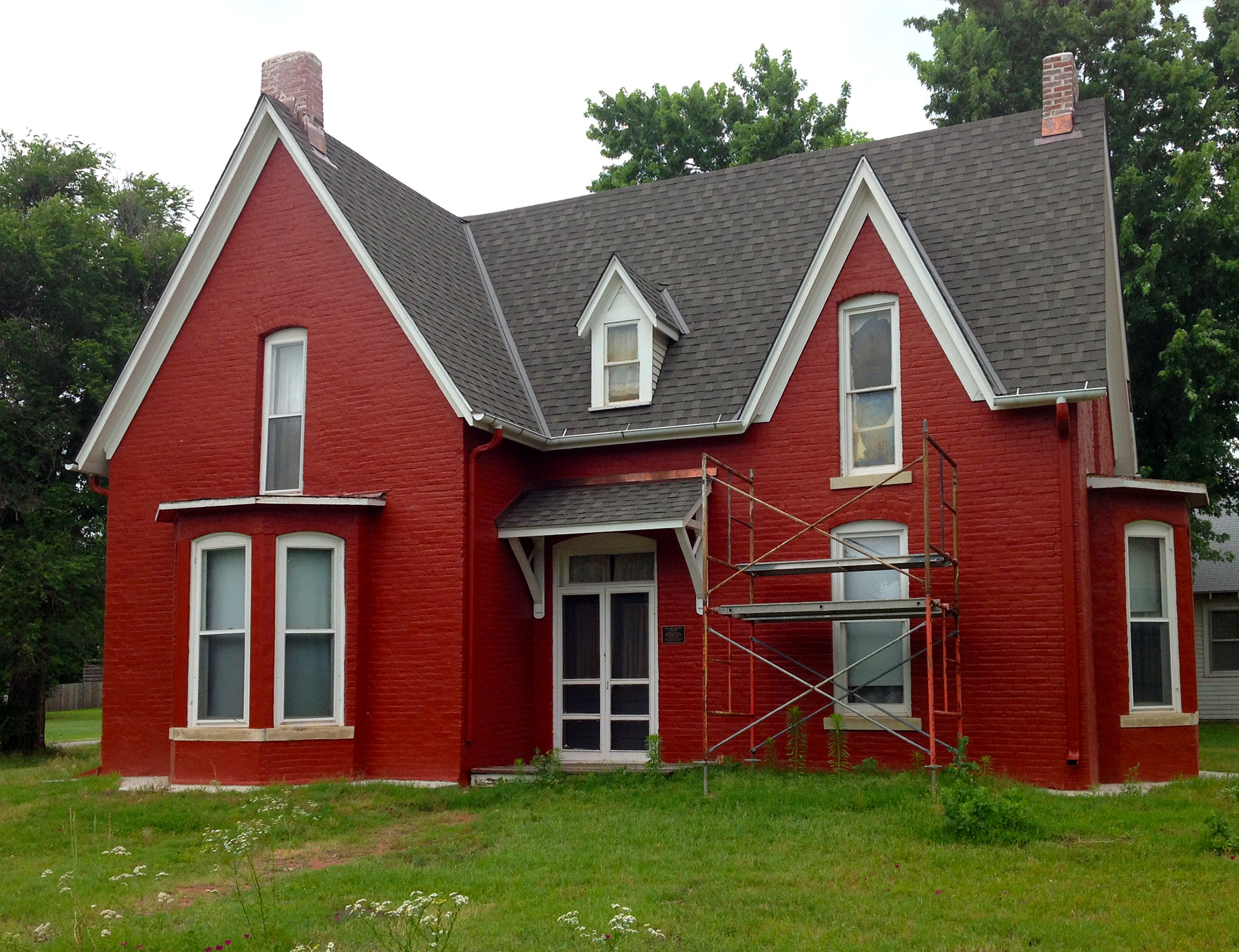
Maison de Susanna M. Salter première femme élue maire aux États-Unis en 1887.

- Susanna M. Salter, maire d'Argonia, devient la première femme élue maire aux États-Unis en 1887.